# Nationalpark Monti Sibillini
Nationalpark Monti Sibillini (italiensk: Parco Nazionale dei Monti Sibillini) er en italiensk nationalpark der ligger i bjergområdet Monti Sibillini i grænseområdet mellem regionerne Marche og Umbria, og dækker områder i provinserne Macerata, Fermo, Ascoli Piceno og Perugia. Den blev etableret i 1993, og omfatter nu mere end 700 km². Området er en del af bjergkæden Appenninerne og de fleste af toppene er over 2.000 moh.; Den højeste top er Monte Vettore på 2.476 moh. De lavere områder i nationalparken er for det meste skovklædte; De højderne er dækket af græs.